# Lymphadenopathie
Die Lymphadenopathie ist die krankhafte Schwellung von Lymphknoten. Beim Menschen haben gesunde Lymphknoten einen Durchmesser von 0,5 bis 1 cm, an Hals und Leiste bis zu 2 cm. Alles größere wird als krankhaft erachtet.
Lymphadenopathie ist ein Symptom unter anderem folgender Krankheiten:
- Reaktive Lymphknotenschwellung = Lymphadenitis
- Neoplasien:
  - Morbus Hodgkin
  - Non-Hodgkin-Lymphome
  - Metastasen
- Sarkoidose
- Histiozytose
- Lymphadenopathie-Syndrom (LAS)[2] durch HIV-Infektion
- Syphilis
- Infektiöse Mononukleose
- Röteln
- bei Kindern: Juvenile idiopathische Arthritis

Auch die Einnahme gewisser Medikamente kann zur Lymphknotenschwellung führen.

## Einteilung
Lymphadenopathien kann in folgende Kategorien eingeteilt werden, nach:
Lokalisation
- tastbar: submandibulär, zervikal, supraklavikulär, axillär, inguinal
- nicht tastbar: mediastinal, abdominal, bihilär

Grad der Ausbreitung
- regional
- generalisiert

Dignität
- benigne
- maligne

## Ursachen / Differenzialdiagnosen
Als Ursachen kommen eine Vielzahl von Möglichkeiten in Betracht, was natürlich auch zu einer Vielzahl von Differenzialdiagnosen führt.
Infektionen
- regional: Streptokokken, Staphylokokken
- generalisiert: Virusinfektionen, wie z. B. Mononukleose, Zytomegalievirus, Röteln und Humanes Immundefizienz-Virus oder bakteriell, durch Mykobakterien (TBC), Toxoplasmen oder Borrelien

Erkrankungen des lymphatischen Systems
- Leukämien, Hodgkin-Lymphom, Non-Hodgkin-Lymphome, Langerhans-Zell-Histiozytose

Erkrankungen des rheumatischen Formenkreises
- Sarkoidose, adulter Morbus Still, Systemischer Lupus erythematodes, Sjögren-Syndrom, Kawasaki-Syndrom

Stoffwechselerkrankungen
- Morbus Gaucher (lysosomale Speicherkrankheit), Morbus Niemann-Pick (Sphingolipidase, Lipidspeicherkrankheit)

Angeborene oder erworbene Immundefizienz
- Omenn-Syndrom (kombinierte T- und B-Zelldefekte), Autoimmunlymphoproliferatives Syndrom (ALPS - Immundysregulation), AIDS

Umweltfaktoren
- exogen-allergische Alveolitis und Pneumokoniosen (wie z. B. Silikose, Berylliose und Asbestose)